# NGC 4645
NGC 4645 é uma galáxia elíptica (E) localizada na direcção da constelação de Centaurus. Possui uma declinação de -41° 44' 59" e uma ascensão recta de 12 horas, 44 minutos e 09,9 segundos.
A galáxia NGC 4645 foi descoberta em 8 de Junho de 1834 por John Herschel.